# Obelus Film & Animation Studio
 (février 2023).
Il peut être nécessaire de l'améliorer pour respecter le principe de neutralité de point de vue. 

Obelus Film & Animation Studio est un studio de ⁣⁣cinéma⁣⁣, ⁣ de prise de vue réelle et de cinéma d'animation sénégalais créé en 2013 et basé à Dakar.

## Historique
Fondé officiellement en 2013 à Dakar par le sénégalais Amath N'diaye, ObeluS est le premier studio au Sénégal à proposer un film d'animation 3D, intitulé Ganja entièrement conçut en wolof par de jeunes sénégalais.

## Filmographie

### Courts métrages de fiction
- 2012 : Geuti Goudi[4]
- 2017 : Maty[5]
- 2018 : Wuutu[6]
- 2018 : Xaax[7]
- 2020 : Énième Victime

### Courts métrages d'animation
- 2019 : Ganja
- 2021 : Xale Laa
- 2022 : Noma

### Films en cours de production
- Diamouta : long métrage de fiction
- Ngallam[8] : long métrage de film d'animation